# Raúl Díaz-Argüelles
Pour les articles homonymes, voir Argüelles.
Raúl Díaz-Argüelles alias Domingos da Silva, né le 14 septembre 1936 à La Havane et mort au combat le 11 décembre 1975 en Angola, était un colonel des Forces armées cubaines.

## Biographie

### Un militant étudiant révolutionnaire
Raúl Díaz Argüelles grandit au sein d'une famille de la bourgeoisie éclairée de La Havane, ses parents ayant pris une part active à la révolution cubaine de 1933 contre le dictateur Machado. Le jeune Raúl part étudier un an aux États-Unis à la Riverside Military Academy (Tennessee) avant d'entrer à l'Université de La Havane. C'est là qui rejoint la FEU (Fédération Étudiante Universitaire) qui s'oppose de manière radicale à la dictature du général Batista. En 1955, il prend part à la préparation d'une attaque manquée contre le palais présidentiel, puis intègre le DR (Directoire révolutionnaire). Parallèlement, il poursuit ses études en ingénierie civile. Durant l'année 1956, il participe à de nombreux violents combats de rue et, recherché par la police, il est contraint de s'exiler aux États-Unis. Durant son exil, Raúl collecte des armes et participe à la préparation d'une expédition de militants du DR destiné à appuyer la guérilla du Mouvement du 26-Juillet. Les militants atteignent finalement les côtes cubaines en février 1958 et rejoignent la capitale, où ils participent activement aux combats de rue durant la grève générale d'avril. Le 23 juin 1958, Eduardos Garcia Lavanderos est abattu par les services secrets de Batista, et c'est Raúl Díaz Argüelles qui le remplace à la direction du DR de La Havane. Il mène donc une vie clandestine et organise la lutte en harcelant les forces de police de la dictature. Finalement, Raúl Díaz Argüelles et son meilleur camarade Gustavo Machín Hoed sont invités par la direction du DR à rejoindre dans les montagnes de l'Escambray, la colonne 8 de l'armée rebelle dirigée par Che Guevarra. En décembre 1958, Raúl participe à la campagne militaire au côté du Che, et le 2 janvier 1959, c'est avec le grade de capitaine (il est alors âgé de 22 ans) qu'il entre en libérateur, avec ses compagnons guérilleros, à La Havane.

### Au service de la révolution cubaine
Tout juste nommé chef du Departamento tecnico de investigaciones de la policia nacional revolucionaria, Raúl Díaz Argüelles mène une lutte sans pitié contre la pègre de La Havane et démantèle ses réseaux de narcotrafiquants. En 1961 il intègre l'armée cubaine et travaille au démantèlement des réseaux contre-révolutionnaires à La Havane. En 1963, il est nommé chef de bataillon d'artillerie, puis trois ans plus tard il intègre, avec le grade de colonel, l'état-major  du Cuerpo de ejercito independiente (Corps d'armée) de Matanzas. En 1971, Raúl Díaz Argüelles accompagne Fidel Castro lors de sa tournée au Chili à l'invitation de Salvador Allende. L'année suivante il travaille dans la UM14-15, la direction spéciale du MINFAR (Ministère des Forces Armées Révolutionnaires) chargée de la collaboration militaire avec les guérillas des pays du tiers monde. 

### Au service de l'indépendance des pays africains
C'est dans ce cadre, qu'il part en Guinée-Bissau où il dirige la guérilla indépendantiste du PAIGC en lutte contre les forces coloniales portugaises, jusqu'à l'indépendance du pays en 1974. En août 1975, le colonel Díaz Argüelles débarque en Angola, à Luanda sous le pseudonyme portugais de Domingos da Silva. Il est chargé d'encadrer et d'entraîner les troupes du MPLA (Mouvement Populaire de Libération de l'Angola), qui après avoir lutté pour l'indépendance de l'Angola, doivent maintenant affronter deux guérillas rivales: le FNLA (une guérilla nordiste qui s'appuie sur l'ethnie des Bakongo, et qui reçoit le soutien de la France et du Zaïre et des États-Unis) et l'UNITA soutenue officiellement par l'Afrique du Sud et les États-Unis. Le colonel da Silva s'illustre notamment à la Bataille de Kifangondo, où l'armée du MPLA, appuyée par 88 soldats cubains, écrase les troupes du FNLA de Holden Roberto (composés de combattants bakongo et zaïrois, de mercenaires portugais et sud-africains, ainsi que d'agents de la CIA) le 10 novembre 1975. Peu après, Domingos da Silva dirige ses troupes au sud de Luanda et parvient à stopper l'offensive des troupes sud-africaines et ses supplétifs de l'UNITA . Le 11 décembre, afin de les prendre à revers, il dirige sa petite colonne vers le village de Galengo. Les éclats d'une mine antichar qui explose à leur passage et sectionne l'artère fémorale de Raúl Díaz Argüelles qui succombe à ses blessures.